# Юніверсіті-плейс (Мангеттен)
Юніверсіті-Плейс (англ. University Place) — коротка вулиця з півночі на південь у районі Грінвіч-Віллидж на Мангеттені, Нью-Йорк, США, яка проходить від Вашингтон-сквер-парк на півдні як продовження Вашингтон-Сквер-Схід, займаючи позицію Медісон-авеню в центрі міста, і закінчується на сході 14-й вулиці на південний захід від Юніон-сквер. Незважаючи на те, що проїжджа частина продовжується на північ від 14-ї вулиці як захід Юніон-Сквер, рух на двох вулицях проходить у протилежних напрямках (Юніверситет-Плейс у верхній частині міста та Юніон-сквер-Вест у центрі міста), обидві вливаються у 14-ту вулицю. До кінця 1990-х років Юніверсіті-Плейс була вулицею з двостороннім рухом. На вулиці є численні кафе, магазини та ресторани, багато з яких обслуговують студентів Нью-Йоркського університету та Нової школи.

## Історія
Юніверсіті-Плейс раніше була частиною Вустер-стріт, але отримала нову назву в 1838 році, через рік після відкриття першої будівлі Нью-Йоркського університету на Вашингтон-сквер. У 1838 році на цій вулиці спочатку розташовувалася Теологічна семінарія Союзу, а в 1856 році туди переїхала бібліотека Нью-Йоркського товариства. Асоціація промислової освіти, попередник Педагогічного коледжу, зайняла будівлю Теологічної семінарії Союзу наприкінці 1880-х років.